# Dinastia Qutb Shahi

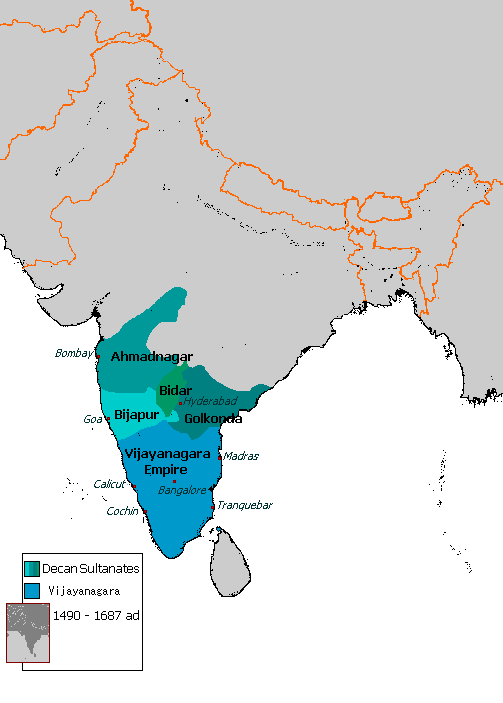
Sultanati del Deccan

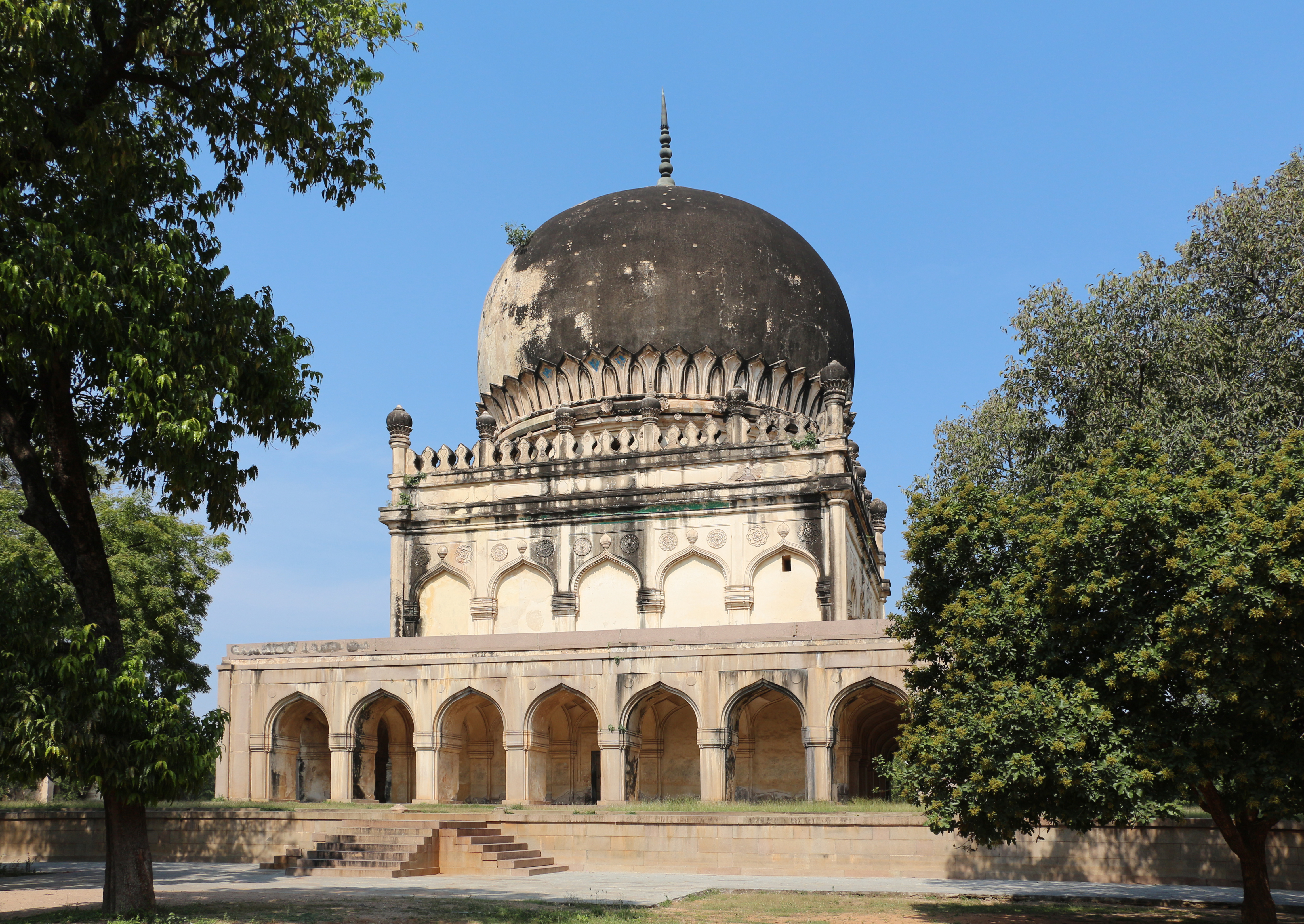
Tomba del Sultano Muhammad Qutb Shah a Hyderabad

Il sultananto di Golconda fu un regno retto dalla dinastia Qutb Shahi nell'India meridionale. 
Fu inizialmente una dinastia islamica turkmena altamente persianizzata del XVI secolo che alla fine adottò la cultura regionale del Deccan (la Cultura Telugu, la lingua e il nuovo idioma Urdu del Deccan).
I suoi membri erano conosciuti collettivamente Qutub Shahis ed erano la famiglia regnante di Golconda, come anche oggi nei moderni stati di Andhra Pradesh e Telangana Il sultanato di Golconda era costantemente in conflitto con Adil Shahi e Nizam Shahi. Nel 1636, Shah Jahanforzò Qutb Shahis a riconoscere la sovranità Mogul, che durò fino al 1687 quando l'imperatore Mogul Aurangzeb conquistò il sultanato.

## Regnanti
Gli otto sultani della dinastia:
1. Sultan Quli Qutb-ul-Mulk (1512–1543)[3]
2. Jamsheed Quli Qutb Shah (1543–1550)
3. Subhan Quli Qutb Shah (1550)
4. Ibrahim Quli Qutb Shah (1550–1580)
5. Muhammad Quli Qutb Shah (1580–1612)
6. Sultan Muhammad Qutb Shah (1612–1626)
7. Abdullah Qutb Shah (1626–1672)
8. Abul Hasan Tana Shah (1672–1689)